# 三輪茂雄
三輪 茂雄（みわ しげお、1927年7月19日 - 2007年10月22日）は、岐阜県養老郡上石津町（現・大垣市）出身の工学者。専門は粉体工学。日本粉体工業協会名誉会員。粉体工学会名誉会員。

## 経歴
1927年（昭和2年）に岐阜県養老郡上石津町（現・大垣市）下山に生まれた。1952年（昭和27年）に名古屋大学工学部応用化学科を卒業し、昭和電工株式会社に就職した。昭和電工でプラント設計などに従事する傍らで、1961年（昭和36年）には「篩分けに関する研究」で名古屋大学から工学博士を授与された。
1966年（昭和41年）には同志社大学工学部の助教授に就任し、1967年（昭和42年）に工学部教授に就任した。1998年（平成10年）3月に定年で同志社大学を退任し、4月には同志社大学名誉教授となった。2000年（平成12年）7月から2003年（平成15年）7月には白石工業株式会社の監査役を務めた。2007年（平成19年）10月22日、心不全のため死去した。

## 功績
専門分野である粉体工学のほかに、鳴き砂の研究でも知られ、鳴き砂の浜の保全を呼びかけ続けた。「鳴き砂博士」、「鳴き砂の父」などと呼ばれた。2001年（平成13年）に京都府竹野郡網野町（現・京丹後市）に開館した琴引浜鳴き砂文化館には、2008年（平成20年）に「鳴き砂の父 三輪茂雄先生之碑」が設置された。

## 著書
- 『粉体のフルイ分け』日刊工業新聞社 1965
- 『粉粒体工学』朝倉書店 1972
- 『ふるい分け読本』産業技術センター 1974
- 『石臼の謎 産業考古学への道』みわしげを 産業技術センター 1975
- 『石臼探訪』みわしげを 産業技術センター 1978
- 『臼 ものと人間の文化史』法政大学出版局 1978
- 『粉と粒の不思議 先端技術を支える粉体の科学』ダイヤモンド社 サイエンス・ブックス 1981
- 『粉の秘密・砂の謎』平凡社 1981
- 『粉体工学通論』日刊工業新聞社 1981
- 『鳴き砂幻想 ミュージカル・サンドの謎を追う』ダイヤモンド社 1982
- 『白砂を訪ねて 鳴き砂の秘密』同志社大学出版部 1983
- 『「粉」の文化史 石臼からハイテクノロジーまで』 (NHK市民大学) 日本放送出版協会, 1985.10 
  - 『粉の文化史 石臼からハイテクノロジーまで』新潮選書 1987
- 『粉の秘密・砂の謎』平凡社・自然叢書 1989
- 『篩 ものと人間の文化史』法政大学出版局 1989
- 『消えゆく白砂の唄 鳴き砂幻想』日本図書刊行会 1994
- 『粉と臼　日本を知る』大巧社 1999
- 『粉 ものと人間の文化史』法政大学出版局 2005

### 共著
- 『化学工学通論 第2』疋田晴夫,井伊谷鋼一共著 朝倉書店 1969
- 『粉体工学実験マニュアル』日高重助共著 日刊工業新聞社 1984
- 『粉がつくった世界』西村繁男絵 福音館書店 たくさんのふしぎ傑作集 1995